# Железное сердце
Желе́зное се́рдце (англ. Ironheart); настоящее имя — Ри́ри Уи́льямс (англ. Riri Williams) — вымышленная супергероиня, появляющаяся в американских комиксах издательства Marvel Comics. Персонаж был создан в 2016 году сценаристами Брайаном Майклом Бендисом и художником Майком Деодато, а позже переработан Евой Юинг и Кевином Либранда.
Доминик Торн исполнит роль Рири Уильямс в медиафраншизе «Кинематографическая вселенная Marvel». Героиня впервые появится в фильме «Чёрная пантера: Ваканда навеки» (2022), а позже в сериале «Железное сердце» на стриминговом сервисе Disney+.

## История публикаций
Рири Уильямс, созданная писателем Брайаном Майклом Бендисом и художником Майком Деодато, впервые появилась в комиксе «Непобедимый Железный человек. Том 2» №7. Значимым персонажем Уильямс стала через два выпуска.
С конца 2016 года героиня стала центральным героем третьего тома «Непобедимого Железного человека» под кодовым именем «Железное сердце». Броню Уильямс создал художник тома Стефано Казелли.

## Вымышленная биография

### Детство
Рири Уильямс — 15-летняя студентка инженерного факультета и дочь покойного Рири Уильямс-старшего. После смерти отца Рири живёт в Чикаго со своей матерью Ронни и тётей по отцовской линии Шэрон. Будучи признанным супергением, она получает стипендию и учится в Массачусетском технологическом институте. Работая в одиночку, Рири проектирует доспехи, похожие на броню Железного человека, используя материалы, украденные в кампусе. Когда охрана кампуса стучится к ней в дверь, она надевает костюм и убегает.
Во время предотвращения побега двух заключённых из тюрьмы штата Нью-Мексико Уильямс повреждает свой костюм. Вернувшись домой к матери, Рири продолжает работать над усовершенствованием костюма к большому огорчению своей тёти. Известный изобретатель Тони Старк узнаёт о достижениях Рири. Во время встречи Старк решает поддержать решение девушки стать супергероиней.

### После событий комикса «Вторая гражданская война»
Появившись в своей спасательной броне после сюжетной линии «Вторая гражданская война» (2016), Пеппер Поттс противостоит Рири Уильямс и Тони Старку, перенёсшим своё сознание в ИИ-устройство, в попытке объяснить проблемы супергероев. Затем на них нападают Техно Голем и её Биохак Ниндзя. Пока Рири убегает, а Пеппер сражается с ними, Техно-голем пытается выяснить, откуда Пеппер знает Рири. Когда броня Техно Голема ломается, а Томоэ пытается атаковать Рири, Пеппер использует свои бронированные рукавицы Спасения и нокаутирует Томоэ. Когда Шэрон Картер официально встречает Рири после ареста Томоэ и ниндзя Биохака, Пеппер заявляет Рири, что они ещё поговорят. Пеппер Поттс, Мэри Джейн Уотсон, Пятница, Тони Старк и биологическая мать Старка Аманда Армстронг находятся в Зале доспехов вместе с Рири, когда она демонстрирует свои знания о каждом из доспехов Железного человека. Когда Аманда Армстронг предлагает Рири использовать лаборатории Тони Старка в качестве операционной базы, Рири колеблется, но Пеппер подбадривает её. На следующий день к семье Рири приходит глава Массачусетского технологического института. Она хочет, чтобы Рири продолжала там работать, так как после её ухода там стало хуже. Она также разрешила Рири пользоваться лабораториями в школе. После работы в одной из лабораторий Рири просит Тони Старка найти ей что-нибудь, чтобы выпустить пар. Тони Старк находит Армадилло во время совершения преступления, и Рири использует броню под названием "Железное сердце", чтобы победить Армадилло. Затем к ней обращаются Чемпионы, которые предлагают ей вступить в их группу.

### «Тайная Империя»
Во время сюжетной линии «Тайная Империя» (2017) Железное Сердце сражается с Армией Зла во время захвата Гидрой Соединённых Штатов. Барон Гельмут Земо приказывает Блэкауту окружить Манхэттен тёмной силой после усиления его силами Даркхолда. Рири посылает сигнал бедствия всем доступным героям, чтобы они встретились с ней в Вашингтоне (округ Колумбия). Железное Сердце и Сокол II присоединяются к Чемпионам, чтобы помочь подполью в борьбе против захвата страны Гидрой. Позже они следуют за Черной вдовой, когда она строит собственные планы относительно Капитана Америки. Во время тренировок молодые герои не соглашаются с жестокостью и беспощадностью Чёрной Вдовы. Позже герои проникают на базу Гидры, чтобы найти человека, имеющего решающее значение для плана Чёрной Вдовы. Позже Чёрная Вдова говорит им, что им придётся убить Стива Роджерса, после того как Гидра уничтожит подземное убежище. В Вашингтоне, когда начинается их нападение, Человек-паук сражается с Капитаном Америкой, но вмешивается Чёрная Вдова и погибает. Когда Человек-паук собирается убить Стива Роджерса, другие убеждают его не делать этого, и их всех арестовывают. В дальнейшем, Рири также помогала Чемпионам искать выживших в Лас-Вегасе, штат Невада, после его разрушения Гидрой.

### «Чемпионы»
В сюжетной линии 2019 года Рири с удивлением узнаёт, что её товарищ по команде, андроид Вив Вижн, влюбился в неё, что поначалу вызывает у неё отвращение из-за внутренней гомофобии. Позже Блэкхарт, сын демона Мефисто, промывает разум Рири и нескольких других Чемпионов, настраивая её против товарищей по команде. Однако, когда Рири готова уничтожить Вив, она искренне просит прощения за игнорирование собственных чувств, что выводит её из-под контроля Блэкхарта и, наконец, заставляет признать привязанность к Виву.
Во время сюжетной линии «Вне закона» (2020), Железное сердце оказывается среди супергероев-подростков, на которых распространяется действие закона о войне несовершеннолетних сверхлюдей, разработанного сенатором Джеффри Патриком после того, как мисс Марвел впала в кому во время битвы с асгардским драконом. Созданная группа C.R.A.D.L.E. совершила налёт на её лабораторию.

### «Железный человек 2020»
В сюжетной линии «Железный человек 2020» Рири входит в число персонажей, на звонки которых Тони Старк в своей форме Марка Один не ответил. Во время соблюдения Закона о войне несовершеннолетних сверхлюдей Рири, её помощник N.A.T.A.L.I.E. (основанный на покойной лучшей подруге Рири - Натали) и Ксавье Кинг видят, как люди спасаются бегством, потому что Интелликары вышли из строя. заимодействует с Интелликаром, N.A.T.A.L.I.E. обнаруживает, что его ИИ испорчен плохим кодом. Когда Интелликар снова начинает работать, Рири удаётся найти код сброса, а три Интелликара терпят крушение. N.A.T.A.L.I.E. сообщает Рири, что сигнал поступил с мобильного телефона Андре Симса, который в настоящее время работает стажёром в чикагском филиале Stark Unlimited. Через 3 дня в филиале Stark Unlimited в Чикаго Рири спрашивает Андре об инциденте с Интелликарами. Андре отрицает свою осведомлённость об инциденте и заявляет, что Stark Unlimited оказывает людям одолжение.
Вернувшись в свою лабораторию, Рири сообщает N.A.T.A.L.I.E., что она отправила свои жалобы в Stark Unlimited, но никто пока не ответил. Обсуждая с N.A.T.A.L.I.E. дальнейший план действий, Рири замечает, что, у неё возникают сбои. Позже вечером Рири сообщает Ксавьеру, что N.A.T.A.L.I.E., возможно, страдает от сбоя после инцидента с Интелликаром. Затем она получает сообщение о том, что броня «Железное сердце» была захвачена. Когда она сталкивается с Андре, выясняется, что N.A.T.A.L.I.E. захватила броню при противостоянии с Андре начинает глючить. Используя маячок в броне, Рири и Ксавье проникают на территорию Stark Unlimited, где им удаётся избежать дронов Старка. Они догоняют N.A.T.A.L.I.E., и Рири пытается уговорить её не причинять вред Андре, поскольку N.A.T.A.L.I.E. заявляет, что они не могут помочь людям, чтобы им не причиняли вред такие люди, как Андре. Рири заявляет, что она не может допустить, чтобы N.A.T.A.L.I.E. расправилась с Андре, иначе Рири арестуют, так как она не хочет, чтобы её мама прошла через это и потеряла N.A.T.A.L.I.E. У Рири не остаётся выбора, кроме как вооружиться, так как Андре приходит в себя и выбрасывает Ксавье в окно. Железному сердцу удаётся спасти Ксавье и разоблачить эксперименты Андре. После просмотра новостей, посвящённых этому инциденту, Рири, N.A.T.A.L.I.E. и Ксавье замечают, что броня Железного Сердца была указана как один из прототипов Stark Unlimited, так как они подозревают, что Stark Unlimited скрыла тот факт, что это настоящее Железное Сердце. Глюк N.A.T.A.L.I.E. также был устранён.

## Продажи
«Непобедимый Железный человек 1» был выпущен в ноябре 2016 года. Было продано 97 713 экземпляров, что сделало его пятым самым продаваемым комиксом месяца в Северной Америке.

## Реакция
В октябре 2016 года Marvel Comics и нью-йоркский розничный магазин комиксов Midtown Comics совместно решили изъять из обращения вариант обложки Кэмпбелла первого выпуска «Непобедимого Железного человека», выпущенногой исключительно для этого магазина, после того, как превью обложки подверглись критике за сексуализацию Рири Уильямс. На обложке была изображена девушка-подросток, студентка инженерного факультета Массачусетского технологического института , которая перепроектировала один из бронированных костюмов Железного человека, чтобы носить его самой, в топе с оголённым животом, в отличие от более скромного образа, в котором художник Стефано Казелли изобразил персонажа во внутренних иллюстрациях книги. Кэмпбелл назвал это решение «неудачным», и объяснил, что его образ героини должен был изображать «дерзкую, достигшую совершеннолетия молодую женщину». Он расценил реакцию на обложку как «фальшивую полемику», сказав: «Я дал ей дерзкое „отношение“ … „сексуализация“ не предназначалась. Эта реакция странная». Брайан Майкл Бендис, сценарист сериала, был доволен решением снять обложку, сказав, что, хотя ему понравилось лицо, которое Кэмпбелл нарисовал на Рири, когда он рассматривал арт в качестве незавершённой работы, ему не понравился готовый арт, сказав: «Специальные обложки не входят в мою компетенцию, и они были сделаны отдельно от работы людей, вовлечённых в создание комикса. Не хочу перекладывать ответственность, но таков факт. Если бы я увидел эскиз или что-то подобное, я бы высказал аналогичные опасения. Я уверен, что следующая версия будет потрясающей».
Критика была направлена не только на то, что персонаж был написан белым мужчиной, а не чернокожей женщиной, но и на то, что это подчёркивает, что в Marvel Comics вообще не было чернокожих женщин-писателей, и ни одна из них, кого можно назвать, никогда не была автором ежемесячной серии, опубликованной компанией.

## Альтернативные версии
В комиксе «Люди-пауки II» (2017), версия Рири Уильямс из альтернативной вселенной является членом команды «Абсолютные».

## Вне комиксов

### Кинематографическая вселенная Marvel
Доминик Торн исполняет роль Рири Уильямс в медиафраншизе «Кинематографическая вселенная Marvel».
В августе 2021 года было сообщено, что Торн дебютирует в роли Рири Уильямс в фильме «Чёрная пантера: Ваканда навеки» (2022) перед появлением в собственном сольном сериале.
В декабре 2020 года было объявлено о создании сериала «Железное сердце» для стримингового сервиса Disney+, в котором Торн повторит роль Рири Уильямс.

### Телевидение
- Рири Уильямс / Железное сердце появляется в анимационном спецвыпуске «Marvel Rising: Железное сердце», её озвучила София Уайли[англ.][34]. В воспоминаниях Рири справлялась с потерей члена семьи и работала над своей версией прототипа брони Железного человека, что мешало её дружбе с девочкой по имени Натали. В настоящем она создала искусственный интеллект по имени А.М.И. (озвучивает Мелани Миничино). Когда А.М.И. был украден Халой Обвинительницей[англ.] для использования в устройстве Судного дня, Рири пришлось вместе с Тайными воинами, чтобы обезвредить её, что удалось сделать благодаря дуговому реактору А.М.И.. После этого Рири создаёт новую броню и присоединяется к Тайным воинам под именем Железное сердце.
- Рири Уильямс / Железное сердце появляется в мультсериале «Человек-паук» (2017), снова озвученная Софией Уайли[35]. Эта версия представлена в эпизоде «Удивительные друзья» в роли стажёра команды Мстители, потерявшего отчима. Кроме того, у неё есть ИИ, основанный на Тони Старке, которого она называет «Не Тони» (озвучивает Мик Вингерт)[36]. В серии «Месть Венома. Часть 2», Железное сердце входит в число героев, захваченных клинтарцами во время их вторжения на Землю.

### Интернет-видео
В марте 2017 года приёмная комиссия Массачусетского технологического института выпустила короткое видео в котором Рири Уильямс / Железное сердце, которую играет студентка Айомиде Ф., ходит по кампусу, посещает занятия и конструирует броню Железного сердца в своём общежитии.

### Видеоигры
- Рири Уильямс / Железное сердце появляется как игровой персонаж в «Marvel Puzzle Quest»[38].
- Рири Уильямс / Железное сердце появляется как игровой персонаж в «Marvel: Future Fight»[39].
- Рири Уильямс / Железное сердце появляется в «Marvel Avengers Academy»[40], озвучена Дэни Чемберс[41].
- Рири Уильямс / Железное сердце появляется как игровой персонаж в игре «LEGO Marvel Super Heroes 2». Она появляется в DLC «Чемпионы»[42].
- Железное сердце появляется как игровой персонаж в игре «Marvel Strike Force»[43].

## Сборник изданий
| Название                                                              | Комиксы                                     | Дата публикации | ISBN              |
| --------------------------------------------------------------------- | ------------------------------------------- | --------------- | ----------------- |
| «Непобедимый Железный человек: Железное сердце. Том 1 — Рири Уильямс» | «Непобедимый Железный человек» (2016) №1–5  | 21 февраля 2018 | 978-1-302-90672-6 |
| «Непобедимый Железный человек: Железное сердце. Том 2 — Выбор»        | «Непобедимый Железный человек» (2016) №6–11 | 13 июня 2018    | 978-1-302-90674-0 |
| «Железное сердце. Том 1: Те, у кого есть мужество»                    | «Железное сердце» (2018) №1–6               | 10 июля 2019    | 978-1-302-91508-7 |
| «Железное сердце: Рири Уильямс»                                       | «Непобедимый Железный человек» (2016) №1–11 | 16 октября 2019 | 978-1-302-91979-5 |
| «Железное сердце. Том 2: Десять колец»                                | «Железное сердце» (2018) №7–12              | 22 января 2020  | 978-1-302-91509-4 |
| «Железное сердце: Рождена летать»                                     | «Железное сердце» (2018) №1–12              | 28 октября 2020 | 978-1-302-92352-5 |

| Название                                                              | Комиксы                                     | Дата публикации | ISBN              |
| --------------------------------------------------------------------- | ------------------------------------------- | --------------- | ----------------- |
| «Непобедимый Железный человек: Железное сердце. Том 1 — Рири Уильямс» | «Непобедимый Железный человек» (2016) №1–5  | 21 июня 2017    | 978-1-302-90671-9 |
| «Непобедимый Железный человек: Железное сердце. Том 2 — Выбор»        | «Непобедимый Железный человек» (2016) №6–11 | 20 декабря 2017 | 978-1-302-90673-3 |